# Scoglio Ernest-Legouvé

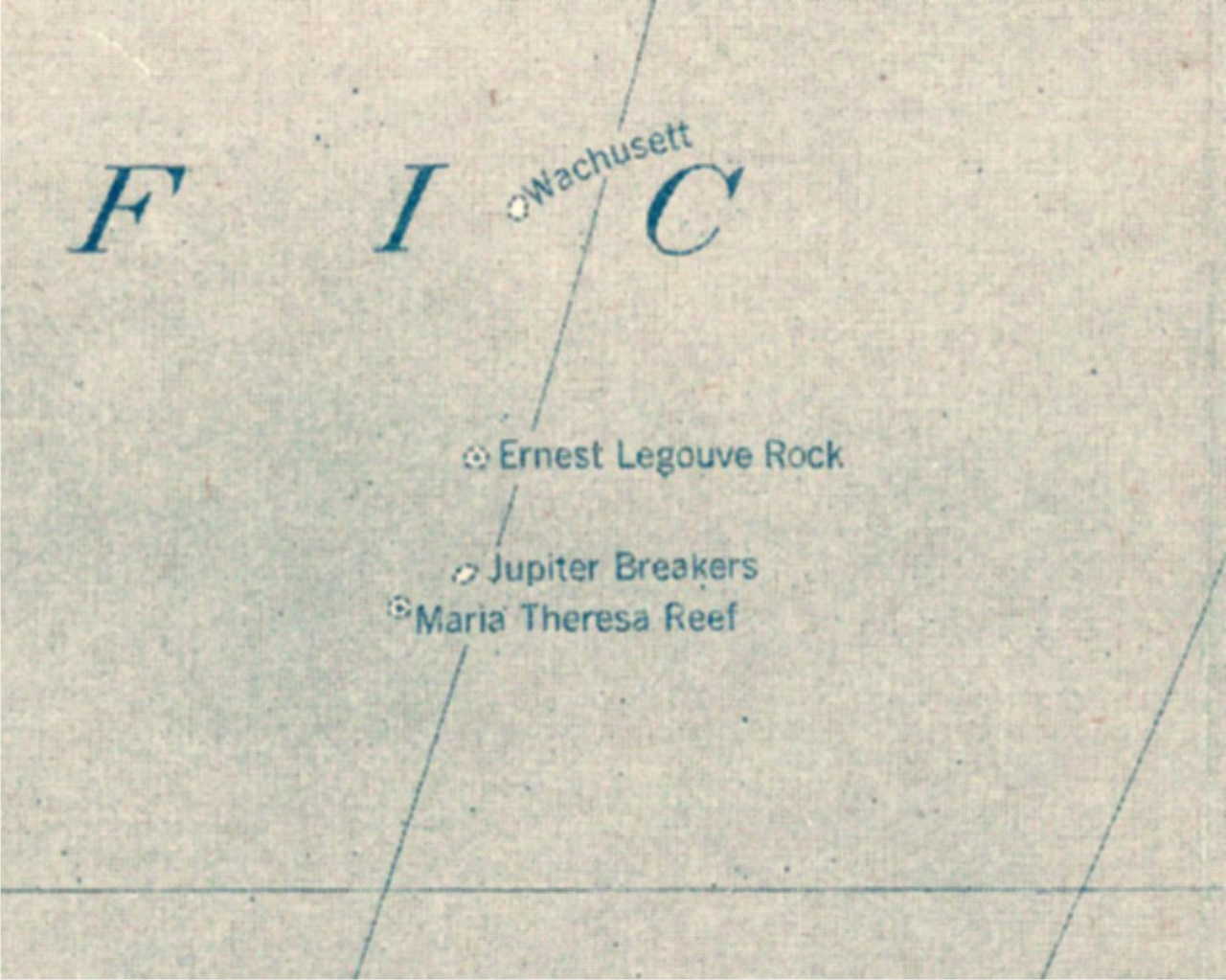
Lo scoglio Ernest Legouvé in una mappa dell'Oceano Pacifico del 1921.

Lo scoglio Ernest-Legouvé è un supposto isolotto situato nell'Oceano Pacifico meridionale a sud delle isole Tuamotu e ad est della Nuova Zelanda. Misurerebbe 100 metri di lunghezza.

## Storia
Lo scoglio sarebbe stato scoperto nel 1902 dal capitano della nave francese Ernest‑Legouvé. In seguito venne segnalato nel bollettino ai marinai 164/1122/1902 di Parigi, e l'Organizzazione idrografica internazionale ne diede notizia il 9 febbraio 1957, dandone le coordinate stimate 35°12′S 150°40′W. È stato ricercato senza successo nel 1982 e nel 1983, il che porterebbe a pensare che si tratti di un'isola fantasma.
Cionondimeno, lo scoglio figura su alcune carte geografiche (per esempio nell'edizione 2005 del National Geographic Atlas of the World).

## Influenze culturali
- Per una curiosa coincidenza, Jules Verne colloca L'isola misteriosa del suo romanzo eponimo all'incirca nella stessa posizione dello scoglio Ernest-Legouvé.